# Jacob de Gheyn

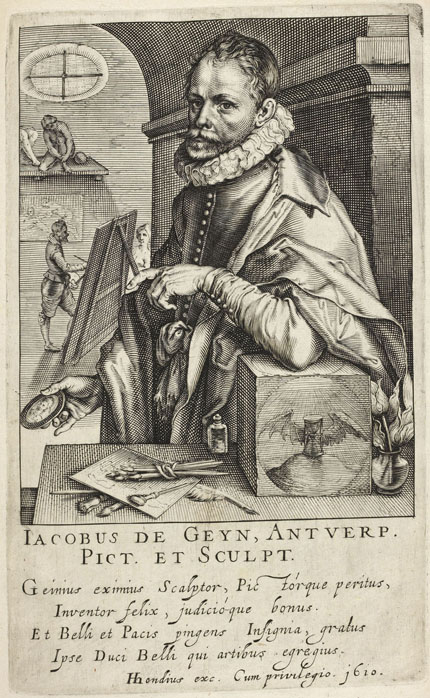
Ritratto di Jacobus de Geyn, 1610

Jacob de Gheyn (Anversa, 1565 circa – L'Aia, 29 marzo 1629) è stato un pittore e incisore olandese. È detto anche Jacob de Gheyn II.

## Biografia
Componente di una grande famiglia d'artisti che comprenderà anche suo padre e suo figlio Jacob de Gheyn III che diverrà grande amico di Rembrandt. Introdotto ai segreti dell'arte da suo padre, de Gheyn si trasferì ad Haarlem attorno al 1585 per studiare con Hendrick Goltzius per cinque anni. Ad Harlem apprese la tecnica lineare sinuosa ed elegante di Goltzius come traspare immediatamente dalle sue prime incisioni di.
L'artista successivamente si trasferì a Leida attorno al 1595, qui verso la fine del secolo cominciò ad abbandonare il lavoro di incisore dedicandosi maggiormente alla pittura. Nel 1605 lo troviamo all'Aja, dove lavorò con profitto presso la corte del principe Maurizio d'Orange. Per il quale disegnò persino i giardini della sua residenza.  Insieme a Goltzius, de Gheyn fu tra i primi audaci artisti olandesi a fare ritratti di nudi femminili. La sua sterminata produzione di oltre 1500 disegni illustranti la geografia, la storia ed il costume del suo tempo.
Particolarmente importante la realizzazione di un famoso manuale di istruzione militare composto da ben 117 superbe incisioni raffiguranti l'arte del movimento della picca o del moschetto. Lavoro questo inteso ad aiutare la lotta olandese per l'indipendenza dalla Spagna. 
I suoi disegni ed incisioni sono considerati dalla critica più importanti della sua produzione pittorica.